# Vyhlazování (zločin)

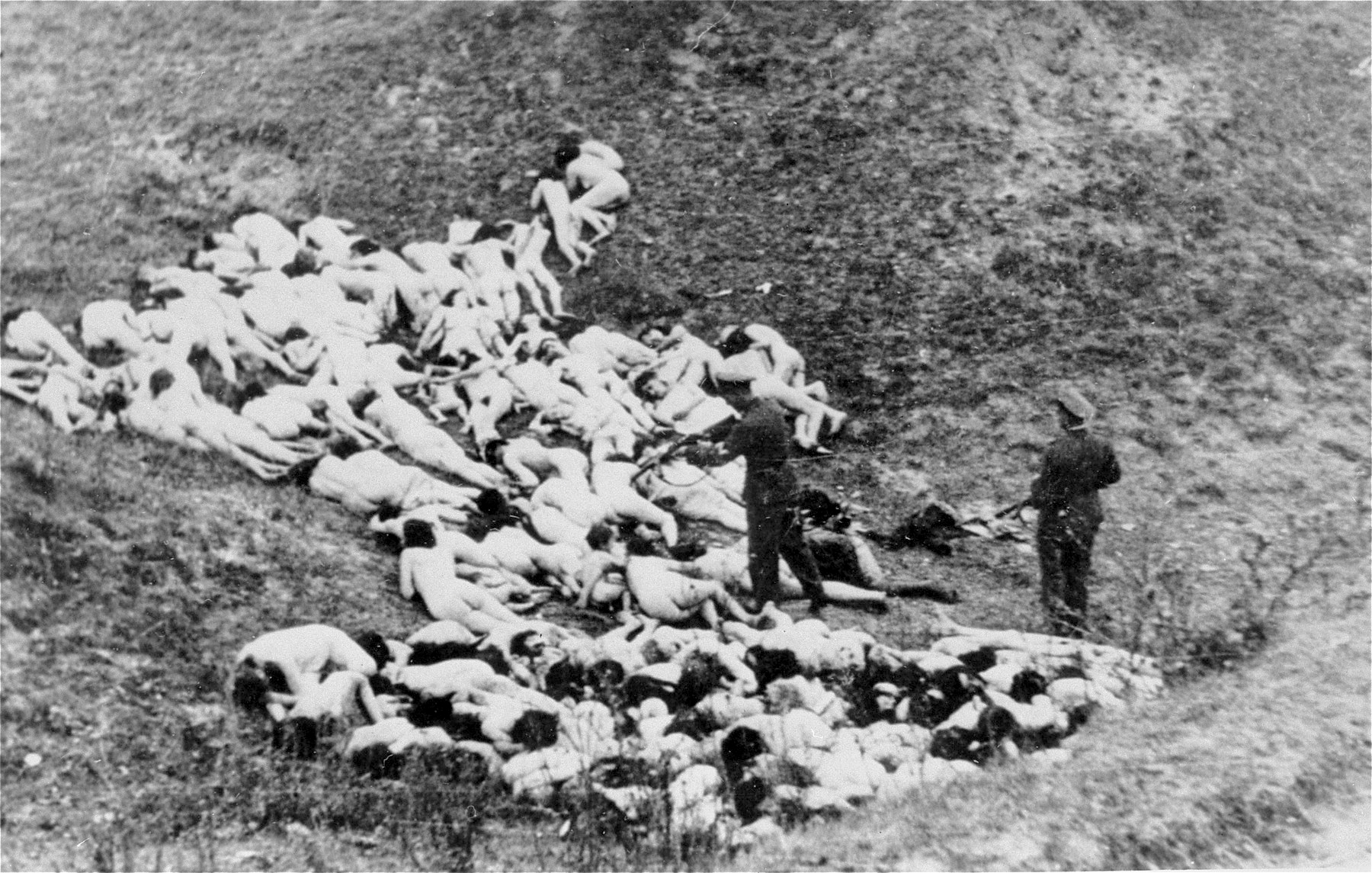
Verdikt v Norimberském procesu usvědčuje mnoho obžalovaných ze zločinů proti lidskosti za vyhlazování evropské židovské populace. Na snímku: masová střelba v blízkosti ghetta v Mizoči, 14. října 1942.

Vyhlazování je zločin proti lidskosti, který spočívá v „aktu zabíjení ve velkém měřítku“. Aby byl někdo za tento zločin odsouzen, musí sehrát roli v dostatečně rozsáhlém zabíjení civilistů, včetně těch, které jsou prováděny „úmyslným způsobením životních podmínek..., jejichž cílem je zničit část populace“ Poprvé byl stíhán u Mezinárodního vojenského tribunálu v Norimberku a byl zařazen mezi zločiny proti lidskosti v Římském statutu. V českém právního řádu je tento zločin definován v § 401 odst. 1 písm. a) zákona č. 40/2009 Sb. trestní zákoník pod názvem „vyhlazování lidi”.

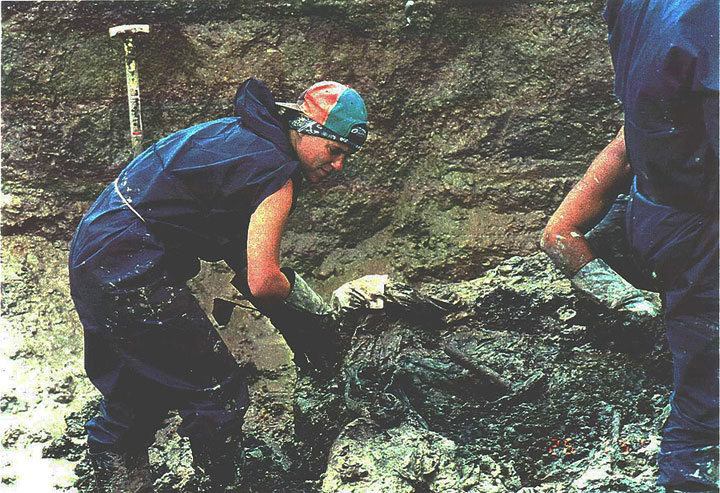
Exhumace obětí vražd v Brčku v Bosně a Hercegovině, které ICTY shledal jako trestný čin vyhlazování

Vyhlazování bylo uvedeno jako zločin proti lidskosti v norimberské chartě (stejně jako v chartě pro tokijský proces) a bylo poprvé souzeno u Mezinárodního vojenského tribunálu v roce 1945. Český právník Egon Schwelb tvrdil, že účelem jeho zařazení vedle vraždy bylo umožnit stíhání pachatelů příliš vzdálených od zabití. Po těchto stíháních bylo obecně přijímáno, že se stalo součástí mezinárodního zvykového práva.  Kodifikováno bylo do Římského statutu v roce 1998.
Mezinárodní trestní tribunál pro bývalou Jugoslávii (ICTY) podporovaný OSN odsoudil několik lidí za vyhlazování související s válkou v Bosně, včetně Milana Lukiće za masakry ve Višegradu, Vujadina Popoviće, Ljubiši Beary a Radovana Karadžiće za Srebrenický masakr, a také Stojana Župljanina.
Konkrétně v rozsudku Župljanin ICTY shledal, že kritéria pro trestný čin vyhlazování byla splněna v případech Ključ dne 10. července 1992 (zabití nejméně 144 lidí v Biljani), etnické čistky v Prijedoru mezi 24. květnem a srpnem 1992 (zabití 800 lidí v Kozaracu), Brčko v květnu 1992 (zabití 250 lidí), masakr ve Zvorniku 30. května 1992 (zabití 85 lidí), Banja Luka 7. července 1992 (zabití 20 lidí), Vlasenica 2. června 1992 (zabití 20 osob v Drum), Kotor Varoš dne 25. června 1992 (zabití 26 osob).

## Prvky
Stejně jako ostatní zločiny proti lidskosti musí být vyhlazování „spácháno jako součást rozsáhlého nebo systematického útoku namířeného proti jakékoli civilní populaci“, ale může k němu dojít v době míru i v době války (na rozdíl od válečných zločinů). Podobně jako u jiných mezinárodních zločinů zahrnuje vyhlazování jak actus reus (čin velkého zabíjení), tak mens rea (záměr zúčastnit se této akce). Definice trestného činu podle Římského statutu je většinou sladěna s definicí zvykového mezinárodního práva. Podle Williama Schabase a dalších právníků bylo jediným rozdílem od obyčejového mezinárodního práva upřesnění, že trestný čin vyhlazování zahrnuje „úmyslné způsobení životních podmínek, inter alia odnětí přístupu k potravinám a lékům, které má přinést o zničení části populace“ — fráze, kterou Schabas argumentuje, byla inspirována jedním z prvků zločinu genocidy, „úmyslné nastolení životních podmínek skupiny, které měly způsobit její fyzickou likvidaci v roce celý nebo jeho část."

### Actus reus
Čin pachatele musel být součástí rozsáhlého zabíjení, ať už k němu došlo v jednom okamžiku nebo na jednom místě, nebo řady incidentů, které se nahromadily v dostatečné masovosti. Plán nebo politika nejsou nutné. Jednotlivé incidenty na sebe musí dostatečně navazovat, aby byly chápány jako jedna operace. Pro trestný čin neexistuje žádná minimální prahová hodnota; posuzuje se na základě okolností, i když judikatura uznala incidenty v rozsahu od desítek až po tisíce obětí. Kolektivní povaha trestného činu je uspokojena tím, že je dostatečně velký. Oběti mohou být terčem jako jednotlivci a nevyžaduje se, aby se trestný čin zaměřoval na určitou skupinu civilistů nebo směřoval k vyhlazení části této skupiny. (Podobné činy, které nesouvisejí se zabíjením ve velkém měřítku, se místo toho pravděpodobně počítají jako zločin proti lidskosti vraždy). Postačí sehrát roli v usmrcení alespoň jedné osoby v rámci hromadné vraždy, i když obžaloba nemusí prokazovat, že obviněný způsobil smrt konkrétní osoby. Role obviněného může být pověření, opomenutí nebo kombinace obojího; povzbuzení, pomoc nebo nepřímé plánování. Způsob zabíjení není relevantní; mohlo by to být provedeno nepřímo, například zbavením civilistů jídla nebo léků, „vytvořením humanitární krize“, blokováním dodávek pomoci, nucením lidí na pochod smrti nebo odmítnutím přístřeší.

### Mens rea
Obviněný musel mít v úmyslu zabíjet ve velkém měřítku nebo vystavit velké množství lidí podmínkám, které by pravděpodobně způsobily jejich smrt. Není požadováno, aby obviněný osobně zamýšlel vraždit ve velkém rozsahu, pokud lze prokázat, že jeho čin byl spáchán s vědomím, že byl součástí vraždy dostatečně velkého rozsahu. To lze dokázat různými prostředky, jako je rozsáhlá logistika potřebná pro určité druhy zabíjení. Motivy spáchání trestného činu jsou irelevantní; na rozdíl od pronásledování není vyžadován diskriminační úmysl.

## Srovnání s jinými mezinárodními zločiny
Vyhlazování (stejně jako zločin vraždy proti lidskosti) je podobné genocidě a můžou zahrnovat stejné události. Na rozdíl od genocidy se u vyhlazování jako zločinu proti lidskosti nevyžaduje, aby byl spáchán s úmyslem zničit etnickou, náboženskou nebo národní skupinu. Vyhlazování je zločin spáchaný na jednotlivcích, i když ve velkém měřítku.
Stejné základní události by mohly podpořit stíhání za vyhlazování i válečný zločin hladovění.